# Nicolas Todt

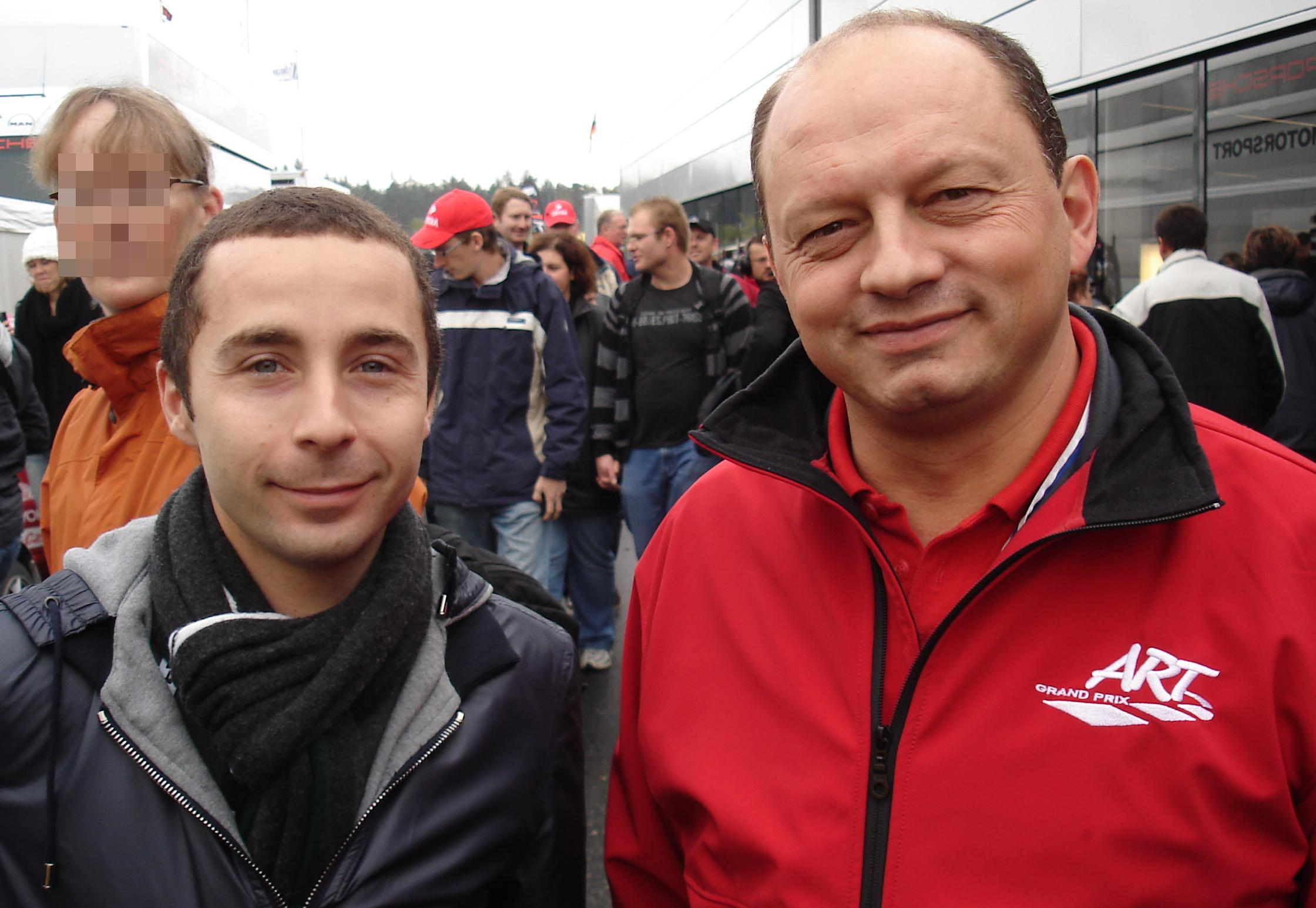
Na pierwszym planie Nicolas Todt z lewej i Frédéric Vasseur z prawej

Nicolas Todt (ur. 17 listopada 1977 w Le Chesnay) – francuski menadżer, przedsiębiorca, syn Jeana Todta. Wraz z Frederikiem Vasseurem współwłaściciel teamu ART Grand Prix w GP2 i F3. Menadżer kierowcy Ferrari Charles’a Leclerca i Toro Rosso Daniiła Kwiata.

## Życiorys

### Kariera dyrektora
Ukończył Toulouse Business School.
Od 2005 roku jest dyrektorem ART Grand Prix.

### Kariera menedżera
Jest menadżerem Charles’a Leclerca.